# Lucifer (5.ª temporada)
A quinta temporada de Lúcifer estreou em 28 de maio de 2020. Em 7 de junho de 2019, a Netflix anunciou que pegaria a quinta temporada, que seria sua última temporada. No entanto, em 12 de junho de 2020, o elenco assinou para uma sexta temporada, que foi oficialmente anunciada em 23 de junho de 2020.

## Elenco e personagens

### Principal
- Tom Ellis como Lucifer Morningstar
- Lauren German como Chloe Decker
- Kevin Alejandro como Daniel "Dan" Espinoza
- D. B. Woodside como Amenadiel
- Lesley-Ann Brandt como Mazikeen
- Rachael Harris como Linda Martin
- Aimee Garcia como Ella Lopez

### Recorrente
- Scarlett Estevez como Beatrice "Trixie" Espinoza
- Dennis Haysbert como God
- Alexander Koch como Pete Daily

### Participação Especial
- Tricia Helfer como Shirley Monroe e Deusa "Mãe"
- Inbar Lavi como Eve

## Produção
Em 29 de outubro de 2019, Tom Ellis confirmou que a 5ª temporada seria dividida em duas partes, consistindo de oito episódios cada. Em 22 de junho de 2020, a conta oficial do Lúcifer no Twitter anunciou 21 de agosto de 2020, como a data de estréia para a primeira parte da temporada.

## Episódios
| Parte 1 |    |                                                                   |                     |                                                                                                |                      |
| 68      | 1  | "Really Sad Devil Guy" "(Diabo triste)"                           | Eagle Egilsson      | Jason Ning                                                                                     | 21 de agosto de 2020 |
| 69      | 2  | "Lucifer! Lucifer! Lucifer!" "(Lucifer! Lucifer! Lucifer!)"       | Sherwin Shilati     | Ildy Modrovich                                                                                 | 21 de agosto de 2020 |
| 70      | 3  | "¡Diablo!" "(Mais um diabo)"                                      | Claudia Yarmy       | Mike Costa                                                                                     | 21 de agosto de 2020 |
| 71      | 4  | "It Never Ends Well for the Chicken" "(O frango nunca se dá bem)" | Viet Nguyen         | Aiyana White                                                                                   | 21 de agosto de 2020 |
| 72      | 5  | "Detective Amenadiel" "(Detetive Amenadiel)"                      | Sam Hill            | Joe Henderson                                                                                  | 21 de agosto de 2020 |
| 73      | 6  | "BluBallz" "(Vai rolar?)"                                         | Richard Speight Jr. | Jen Graham Imada                                                                               | 21 de agosto de 2020 |
| 74      | 7  | "Our Mojo" "(Sexo e magia)"                                       | Nathan Hope         | Julia Fontana                                                                                  | 21 de agosto de 2020 |
| 75      | 8  | "Spoiler Alert" "(Aviso de spoiler)"                              | Kevin Alejandro     | Chris Rafferty                                                                                 | 21 de agosto de 2020 |
| Parte 2 |    |                                                                   |                     |                                                                                                |                      |
| 76      | 9  | "Redacted"                                                        | Nathan Hope         | Joe Henderson                                                                                  | 28 de maio de 2021   |
| 77      | 10 | "Bloody Celestial Karaoke Jam"                                    | Sherwin Shilati     | Ildy Modrovich                                                                                 | 28 de maio de 2021   |
| 78      | 11 | "Resting Devil Face"                                              | Bola Ogun           | História por : Mira Z. Barnum, Joshua Duckworth & Ricardo Lopez Jr. Roteiro por : Aiyana White | 28 de maio de 2021   |
| 79      | 12 | "Daniel Espinoza: Naked and Afraid"                               | Greg Beeman         | Mike Costa                                                                                     | 28 de maio de 2021   |
| 80      | 13 | "A Little Harmless Stalking"                                      | Richard Speight Jr. | Julia Fontana & Jen Graham Imada                                                               | 28 de maio de 2021   |
| 81      | 14 | "Nothing Lasts Forever"                                           | Lisa Demaine        | Chris Rafferty                                                                                 | 28 de maio de 2021   |
| 82      | 15 | "Is This Really How It's Going To End?!"                          | Ildy Modrovich      | Jason Ning                                                                                     | 28 de maio de 2021   |
| 83      | 16 | "A Chance at a Happy Ending"                                      | Karen Gaviola       | Joe Henderson & Ildy Modrovich                                                                 | 28 de maio de 2021   |